# Театральная площадь (Нижний Новгород)
Театра́льная пло́щадь — площадь в историческом центре Нижнего Новгорода. Находится на пересечении улиц Большой Покровской и Пискунова.

## Название
Площадь получила своё название от Нижегородского театра драмы имени М. Горького, который находится на этой площади. Часто в народе Театральную площадь для краткости называют «Драма».
В 2016 году предлагалось назвать Театральную площадь в честь актёра-уроженца Нижнего Новгорода Евгения Евстигнеева, однако площадь сохранила своё историческое название.

## История

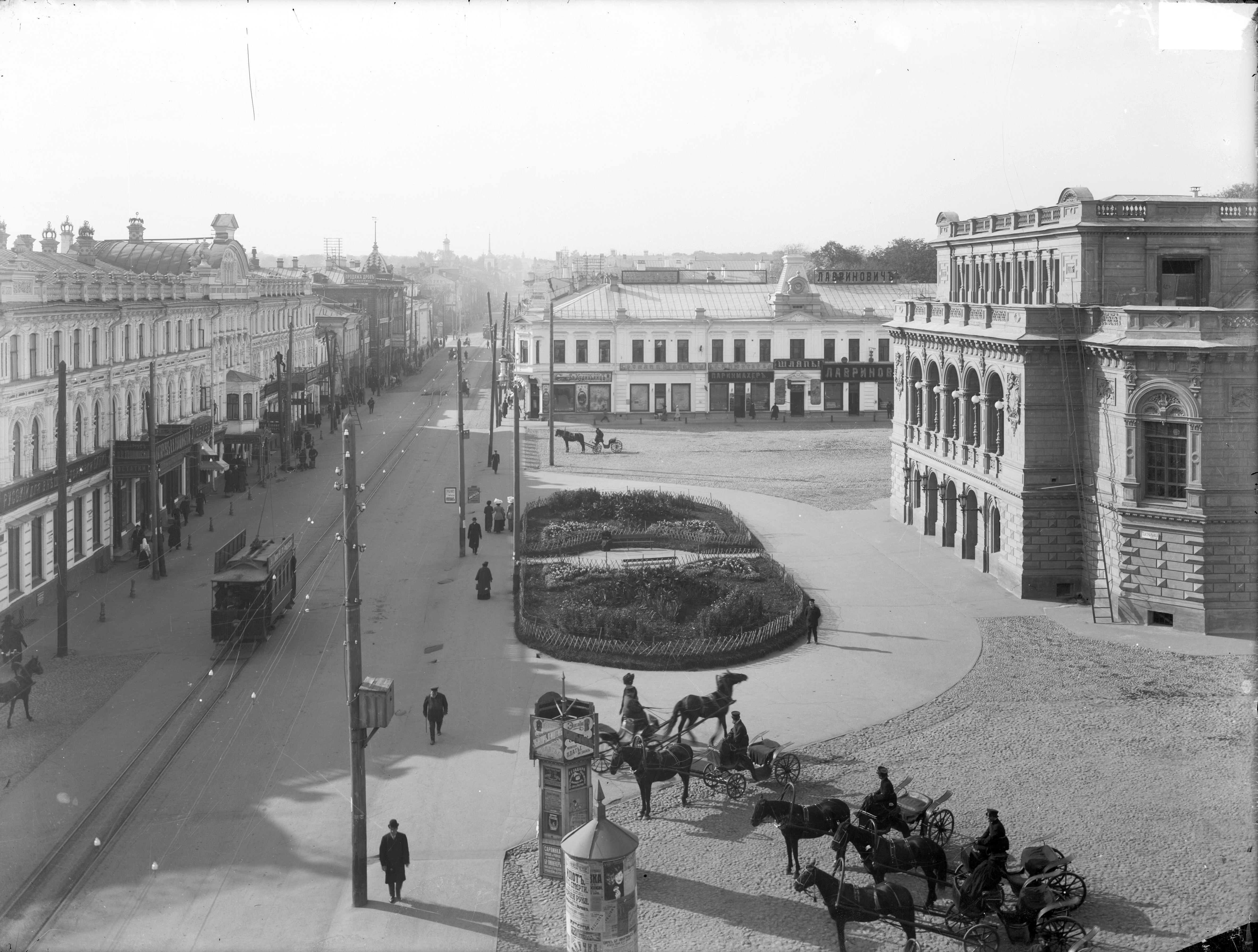
Вид площади до Октябрьской революции

В начале 1740-х годов на месте будущей Театральной площади стояли деревянные строения усадьбы нижегородского вице-губернатора.
Театральная площадь была спроектирована в 1846 году, но реализация проекта растянулась на несколько десятков лет. На плане 1882 года площадь отмечена как существующая, однако в городской казне не хватало средств на полный выкуп частных владений в районе площади. Красные линии площади тогда не соответствовали тому, что было предписано ещё Николаем I. Официально конфигурация Театральной площади была закреплена к 1910 годам. При постройке площади доминирующее градостроительное значение Никольской церкви было проигнорировано, церковь оказалась заслонена домами, выходившими на Большую Покровскую.

## Памятники
На Театральной площади установлены памятники Евгению Евстигнееву, Николаю Добролюбову и Весёлой козе — в честь ежегодного праздника театрального юмора, который проходит в Доме актёра. По другой версии, «Весёлая коза» — шуточное название символа Нижнего Новгорода.